# 松野良寅
松野 良寅（まつの よしとら、1926年（大正15年） - 2012年（平成24年）3月12日）は、日本の英学者。日本英学史学会会長、我妻栄記念館館長。豊田實賞、米沢市功績章を受章。 

## 経歴
山形県出身。米沢中学から、海軍兵学校入校。松野は海兵75期で、在校中に第二次世界大戦の終結を迎え卒業証書を授与されている。
戦後は東北大学法文学部英文科を卒業し、母校の教員や山形県教育庁主事などを務める。1967年（昭和42年）から山形大学工業短期大学部助教授、同教養部教授、1992年（平成4年）から東北芸術工科大学教授を歴任。
英学者としては『興譲館世紀』で第1回豊田實賞を受賞。また日本英学史学会会長を務めた。『米沢市史』編纂委員会委員長をつとめ、郷里の先人たちの事績をめぐる著作を刊行している。

## 主な著書・論文
- 『東北の長崎 - 米沢洋学の系譜』米沢文化懇話会
- 『米沢の英学』米沢豆本の会
- 『会津の英学』歴史春秋社
- 『遠い潮騒 - 米沢海軍の系譜と追憶』米沢海軍武官会
- 『我妻栄 - 人と時代』我妻栄先生生誕百年記念実行委員会,
- 『西洋学の東漸と日本』
- 『海は白髪なれど - 奥羽の海軍』博文館新社
- 『薩の海軍と米沢』英学史研究 (10)
- 『渡辺洪基と米沢の英学 (北海道の英学<特集>)』英学史研究 (12)
- 『Charles Henry Dallasと米沢の英学』英学史研究 (14)
- 『米沢英和女学校の顛末』英学史研究 (16)
- 『海軍大将山下源太郎と英学』英学史研究 (18)
- 『米沢藩版籍奉還前後の上京者たち』英学史研究 (20)
- 『米沢洋学の系譜 3 池田家の人びと』英学史研究 (21)
- 『会津藩女性と英学 1 大山捨松を中心に』英学史研究 (23)
- 『イギリス医学と海軍軍医総監高木兼寛』英学史研究 (26)
- 『山下英一著「グリフィスと日本」明治の精神を問いつづけた米国人ジャパノロジスト』英学史研究 (28)
- 『文化魯寇事件とロシア語事始』英学史研究 (31)
- 『ドイツ医学の先駆者 樫村清徳』山形大学紀要
- 『封建藩体制離脱の一形態について 中条政恒の場合』山形大学紀要
- 『Robert Lyndのエッセイに見るproper namesとfigures of speechの効果について』山形大学紀要
- 『Journalistic Essayistの典型 Robert Lynd』山形大学紀要
- 『英語の慣用表現に見る色彩語の効用と背景』山形大学紀要
- 『詠士の父宮島誠一郎のこと 「戊辰日記」と「海舟日記」を中心に』書論 (23)
- 『上杉鷹山とその残照』日本音響学会誌 55(2)